# William E. Boeing

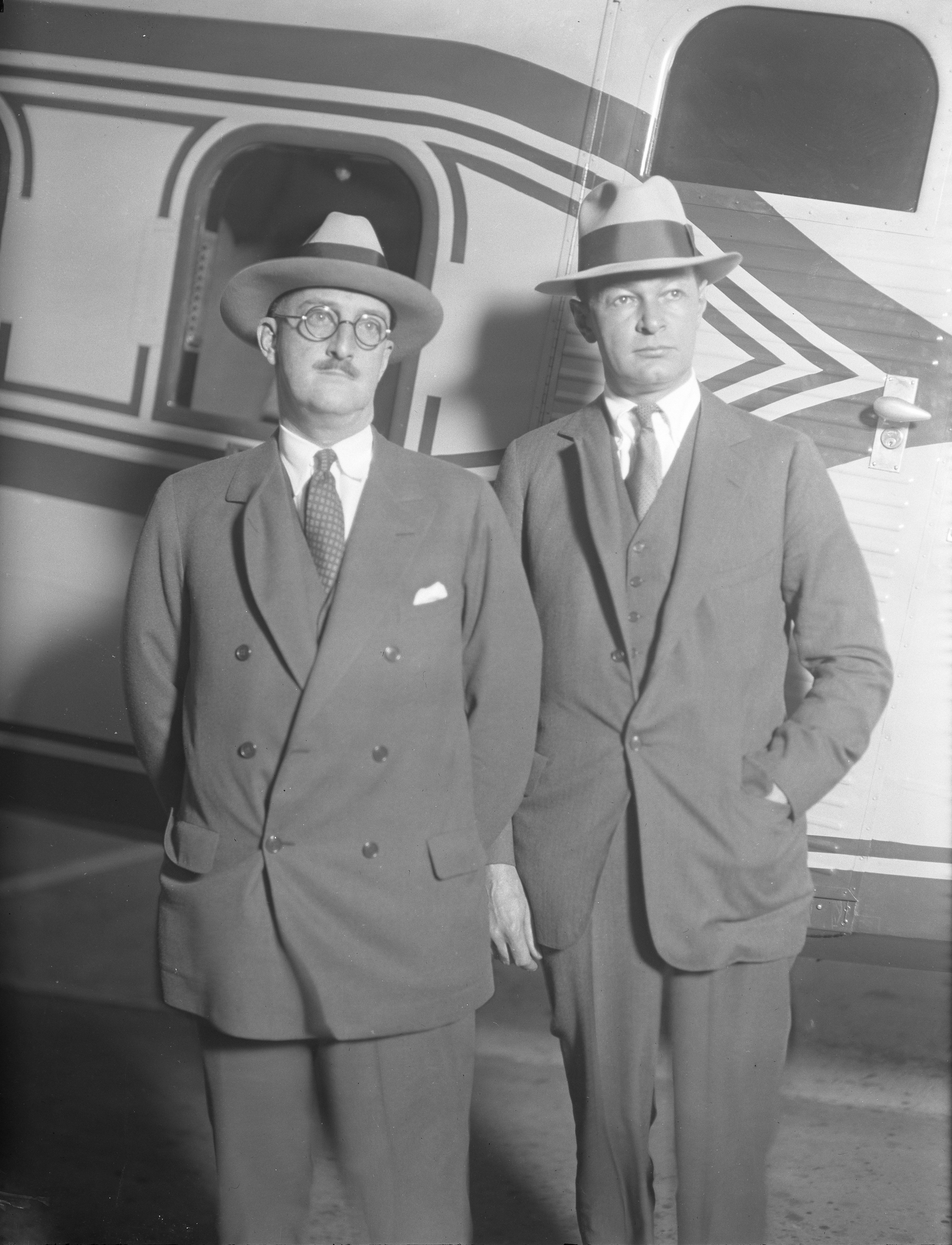
William E. Boeing

William Edward Boeing (1 tháng 10 năm 1881 – 28/9/1956) là một kỹ sư hàng không người Mỹ, là người sáng lập ra hãng Boeing.
William E. Boeing sinh ra tại Detroit, tiểu bang Michigan, Hoa Kỳ trong một gia đình có bố là một kỹ sư khai khoáng người Đức giàu có. Tên Anh hóa của Boeing là William sau khi ông học ở Thụy Sĩ và trở về Mỹ năm 1900 để nhập học Đại học Yale. William rời Đại học Yale năm 1903 để bước vào kinh doanh.
William E. Boeing cùng với George Conrad Westervelt, một kỹ sư của Hải quân Hoa Kỳ đã thành lập Công ty Boeing vào ngày 15 tháng 7 năm 1916, cùng với, và được đặt tên là "B&W" theo chữ viết tắt của tên người sáng lập. Sau đó công ty được đổi tên thành "Pacific Aero Products" và vào năm 1917, công ty trở thành "Boeing Airplane Company". William Boeing học ở Đại học Yale và ban đầu làm trong công nghiệp khai thác gỗ, nơi ông ta đã trở nên giàu có. Nơi đó ông cũng thu thập được những kiến thức về các cấu trúc bằng gỗ mà sau này trở nên có giá trị trong việc thiết kế và lắp đặt máy bay.